# Sorocea subumbellata
Sorocea subumbellata là một loài thực vật có hoa trong họ Moraceae. Loài này được (C.C. Berg) X. Cornejo miêu tả khoa học đầu tiên.